# Masisi
Masisi es una ciudad en la provincia de Kivu del Norte, en el este de la República Democrática del Congo (RDC). Es el centro administrativo del territorio de Masisi. 

## Ubicación
Masisi se encuentra aproximadamente a 69 kilómetros (42,9 mi) por carretera, al noroeste de la capital provincial de Goma. 

## Visión general
La ciudad se encuentra a una altitud media de 1600 metros (5249,3 pies)   en las estribaciones de las montañas Virunga . Masisi es la ubicación de una serie de fábricas de queso . La mayor parte del queso producido en la RDC proviene del territorio de Masisi.
Durante la última década, Masisi y el campo circundante han sido testigos de conflictos y luchas mientras las milicias en esta parte del país lucharon entre sí y contra las FARDC y la MONUC, por territorio y riqueza. Muchos han sido asesinados o permanentemente discapacitados, y más tienen traumas psicológicos residuales. [cita requerida]

## Población
A 2010, la población de Masisi es de 6,502 habitantes.